# Caradrina camina
Caradrina camina är en fjärilsart som beskrevs av Smith 1894. Caradrina camina ingår i släktet Caradrina och familjen nattflyn. Inga underarter finns listade i Catalogue of Life.